# Клипертон
Клипертон (на френски: Île Clipperton или Île de la Passion – Остров на страстта) е остров в Тихия океан, задморско владение на Франция. Управлява се от върховния комисар за Френска Полинезия.

## География
Островът е необитаем коралов атол с площ от около 5 km2. Намира се в северната част на Тихия океан, на 1300 km югозападно от Мексико. Координатиː 10°18′ с.ш. 109°13′ з.д.
Съставен е от напълно свързани помежду си коралови рифове, които обграждат недълбока лагуна с обиколка около 8 km. Водата в лагуната е застояла, с леко кисел състав. Най-високата точка на острова е 21 m.
Климат
Климатът е океански, тропически. Средна температураː 20 – 32 °C. Дъждовният сезон обхваща времето от май до октомври. Чести тропически бури. Океанските води около острова са сравнително топли. Преобладават предимно западни ветрове.
Растителност
Островът е покрит с редки храсти, треви, пълзяща растителност (Ipomoea) и малко на брой кокосови палми. Растителността образува шубраци с височина около 30 cm. В миналото е имало по-богата храстовидна растителност, която в периода 1858 – 1917 г. е унищожена в по-голямата си част – вероятно от човешка намеса или от честите тропически бури.
През 1962 г. на острова пристигат копачи на гуано. В периода на обитаването им на острова флората се обогатява с насаждение от кокосови палми (Cocos nucifera), няколко вида нови растения – Cenchrus echinatus, Corchorus aestuans и Brassica juncea.
Рибни запаси
Водите около острова са богати на риба. Открити са около 115 различни вида. Представлява риболовен район за риба тон. Островът няма други природни ресурси.

## История
Остров Клипертон е открит през 1521 г. от Фернандо Магелан. Носи името на английския пират Джон Клипертон, водил битки с испанците в района през 18 век. Той е използвал острова за база при набезите си.
През 1708 г. два френски кораба, 'Princess' и 'Découverte', хвърлят котва до острова и му дават името 'Île de la Passion', като го обявяват за френска територия. През 1725 г. на острова пристига френска географска експедиция, водена от М. Бокаж. Експедицията остава на острова за около 5 месеца.
През април 1831 г. Джон Фицджералд нанася за първи път точните координати на острова на карта.
През 1856 г. американската компания American Guano Mining Company обявява острова за владение на САЩ и започва добив на гуано. Наполеон III анексира отново острова на 17 ноември 1858 г. и го приобщава към френското владение Таити. През 1897 г. Мексико разполага военен пост на острова и го обявява за мексиканска територия. Островът е завладян отново от САЩ през 1898 г. в хода на Испано-американската война.
През 1906 г. английската компания British Pacific Island Company купува правата за добив на гуано от мексиканското правителство и построява миньорско селище. Същата година Мексико отново изпраща свои войски на острова. До 1914 г. около 30 мексикански семейства (100 души) живеят на острова. По време на Максиканската революция голяма част заселниците измират, а останалите са спасени през 1915 г. от американския кораб 'Lexington'. На острова остават само пазачът на фара Викториано Алварес с няколко жени и деца. През 1917 г. Алварес се самопровъзгласява за крал, но по-късно е убит от една от жените. Последните останали живи – три жени и две деца, са прибрани от американския кораб 'Yorktown' през юли същата година.
В следващите 10 години Франция и Мексико многократно обсъждат въпроса за принадлежността на острова, но не постигат съгласие. През 1930 г. Франция се обръща към Ватикана с молба да се определи правото на владение над острова. Папата назначава за арбитър по спора италианския крал Виктор Емануел. Една година по-късно, през 1931 г., италианският крал присъжда острова за владение на Франция. Французите построяват отново разрушения испански фар и изпращат военно подразделение на острова. Френските военни остават на острова до 1938 г.
През 1939 г. островът е посетен два пъти от американския президент Франклин Рузвелт. Рузвелт неколкократно заявява, че САЩ искат да използват острова за авиобаза в хода на войната, но френското правителство не отговаря на исканията. През 1944 г. по негова заповед американския флот окупира острова. По-късно американските военни не одобряват острова за авиобаза.
През 1962 г. обявяването на независимостта на Алжир заплашва развитието на френската ядрена програма. Френското министерство на отбраната обявява остров Клипертон като едно от местата за тестване на френските ядрени оръжия. По-късно поради неблагоприятния климат и отдалечеността островът не е одобрен.
През 1970-те години французите отварят лагуната и изграждат малко търговско пристанище. През 1981 г. Академията на науките на задморските територии препоръчва изграждането на инфраструктура на острова – самолетна писта и риболовно пристанище. Именно тогава островът административно е включен във френската държава, като територията му е подчинена на върховния комисар за Френска Полинезия.
На 13 октомври 1986 г. е взето решение за построяването на постоянна риболовна база на о. Клипертон. Строителството и използването на базата е възложено на френската компания SEDEIC. Въпреки големите надежди, след двегодишни проучвания компанията изоставя проекта и напуска острова. По-късно през 80-те френското правителство планира да превърне острова в хранилище за ядрени отпадъци, но острото противопоставяне на Мексико и САЩ осуетява този план.
В наши дни островът се посещава от кораби на ВМФ на Франция, запалени по спортен риболов, океански изследователи и др.